# Welterbe in Norwegen
Zum Welterbe in Norwegen gehören (Stand 2017) acht UNESCO-Welterbestätten, darunter sieben Stätten des Weltkulturerbes und eine Stätte des Weltnaturerbes. Norwegen hat die Welterbekonvention 1977 ratifiziert, die ersten zwei Welterbestätten wurden 1979 in die Welterbeliste aufgenommen. Die bislang letzte Welterbestätte wurde 2015 eingetragen. Zu den Welterbestätten in Norwegen gehört mit dem Struve-Bogen auch eine transnationale Welterbestätte.

## Welterbestätten
Die folgende Tabelle listet die UNESCO-Welterbestätten in Norwegen in chronologischer Reihenfolge nach dem Jahr ihrer Aufnahme in die Welterbeliste (K – Kulturerbe, N – Naturerbe, K/N – gemischt, (G) – auf der Liste des gefährdeten Welterbes).
| Bild                                   | Bezeichnung                                            | Jahr | Typ | Ref. | Beschreibung |
| -------------------------------------- | ------------------------------------------------------ | ---- | --- | ---- | --- |
| (weitere Bilder)                       | Stabkirche von Urnes (Lage)                            | 1979 | K   | 58   | Der Ursprung der Stabkirche Urnes geht auf das Jahr 1100 zurück und sie kann somit als die älteste Stabkirche der Welt bezeichnet werden. Das heute noch erhaltene Gebäude stammt aus dem 12. und 13. Jahrhundert. |
| (weitere Bilder)                       | Bryggen (Lage)                                         | 1979 | K   | 59   | Das Hanseviertel Bryggen der Stadt Bergen besteht aus den ehemaligen Kontoren der Hanse-Kaufleute in Bergen. Das ehemalige Hansekontor nimmt die ganze Ostseite der Bucht Vågen ein. |
| (weitere Bilder)                       | Bergbaustadt Røros und Umgebung (Lage)                 | 1980 | K   | 55   | In Røros, Norwegens einziger Bergstadt, wurde ab dem 17. Jahrhundert Kupfererz abgebaut. Dieser Kupferabbau hat das Aussehen der Stadt und seiner großteils noch erhaltenen alten Bausubstanz geprägt. |
| Felsbildkunst von Alta                 | Felsbildkunst von Alta                                 | 1985 | K   | 352  | Die Felsritzungen von Alta stellen zwischen 2000 und 6500 Jahre alte Glaubensvorstellungen oder Arbeitsabläufe der Menschen dar. Dabei unterscheiden sich die Stile der Zeichnungen nach dem Alter. |
| Vegaøyan – der Vega-Archipel           | Vegaøyan – der Vega-Archipel                           | 2004 | K   | 1143 | Der Vega-Archipel zeugt von einer über 1500-jährigen Fischerei- und Landwirtschaftsgeschichte und verfügt über eine einmalige offene Kulturlandschaft. |
| Meridianstein in Hammerfest            | Struve-Bogen                                           | 2005 | K   | 1187 | Die transnationale Welterbestätte umfasst 34 besonders markierte geodätische Messpunkte entlang des nach dem Astronomen Wilhelm von Struve benannten Meridianbogens in Estland, Finnland, Lettland, Litauen, Moldawien, Norwegen, Russland, Schweden, der Ukraine und Belarus, welche in der ersten Hälfte des 19. Jahrhunderts zur genauen Bestimmung der Erdfigur in Nord- und Osteuropa errichtet wurden. In Norwegen gehören dazu vier Messpunkte: je einer in Hammerfest und Alta sowie zwei in Kautokeino. |
| Geirangerfjord                         | Westnorwegische Fjorde – Geirangerfjord und Nærøyfjord | 2005 | N   | 1195 | Die beiden westnorwegischen Fjorde Geirangerfjord und Nærøyfjord repräsentieren klassische und vor allem besonders gut ausgeprägte Fjordtypen. Sie gelten als die mit Abstand schönsten Fjordlandschaften der Welt und sind als typisches Beispiel für alle Fjorde der Welt anzusehen. |
| Industriedenkmalstätte Rjukan-Notodden | Industriedenkmalstätte Rjukan-Notodden                 | 2015 | K   | 1486 | Zu den Stätten der Industriekultur in Rjukan und Notodden zählen durch Wasserkraft angetriebene Schwerindustrie mit dazugehörenden städtischen Siedlungen (Firmen-Städte) und Transportsystem (Rjukanbanen). |

## Tentativliste
In der Tentativliste sind die Stätten eingetragen, die für eine Nominierung zur Aufnahme in die Welterbeliste vorgesehen sind.

### Aktuelle Welterbekandidaten
Mit Stand 2017 sind fünf Stätten in der Tentativliste von Norwegen eingetragen, die letzte Eintragung erfolgte 2011.
Die folgende Tabelle listet die Stätten in chronologischer Reihenfolge nach dem Jahr ihrer Aufnahme in die Tentativliste.
| Bild             | Bezeichnung                           | Jahr | Typ | Ref. | Beschreibung |
| ---------------- | ------------------------------------- | ---- | --- | ---- | --- |
| Laponia          | Laponia                               | 2002 | K/N | 1750 | geplante Erweiterung der schwedischen Welterbestätte Laponia (Ref. 774) um den Tysfjord, den Hellmofjord und den Rago-Nationalpark |
| (weitere Bilder) | Lofoten (Lage)                        | 2002 | K/N | 1751 | |
| (weitere Bilder) | Spitzbergen-Archipel (Lage)           | 2007 | K/N | 5161 | |
| Jan Mayen        | System des Mittelatlantischen Rückens | 2007 | N   | 5162 | Zu dem transnationalen Vorschlag gehören aus Norwegen die Inseln von Jan Mayen und Bouvet                                          |
|                  | Monumente und Stätten der Wikinger    | 2011 | K   | 5577 | Zu dem transnationalen Vorschlag gehören aus Norwegen die Schiffsgräber von Vestfold und die Mühlstein-Steinbrüche von Hyllestad   |

### Ehemalige Welterbekandidaten
Diese Stätten standen früher auf der Tentativliste, wurden jedoch wieder zurückgezogen oder von der UNESCO abgelehnt. Stätten, die in anderen Einträgen auf der Tentativliste enthalten oder Bestandteile von Welterbestätten sind, werden hier nicht berücksichtigt.
| Bild                                     | Bezeichnung                              | Jahr      | Typ | Ref. | Beschreibung                                                                                                  |
| ---------------------------------------- | ---------------------------------------- | --------- | --- | ---- | --- |
| Mølen                                    | Mølen                                    | 1979–1979 | K   |      | 1979 vertagt                                                                                                  |
|                                          | Vingen                                   | 1979–1979 | K   |      | Norwegens zweitgrößte Sammlung von Felsmalereien                                                              |
| Eidsvollsbygningen                       | Eidsvollsbygningen (Lage)                | 1979–1980 | K   |      | Das Gutshaus von Eidsvoll, in dem 1814 die norwegische Verfassung verfasst wurde. 1980 abgelehnt              |
| Kjerringøy gamle handelssted             | Kjerringøy gamle handelssted             | 1979–1980 | K   |      | 1980 abgelehnt                                                                                                |
| Tal von Heidal                           | Tal von Heidal                           | 1979–1980 | K   |      | 1980 abgelehnt                                                                                                |
| Kloster St. Albans in Selje              | Kloster St. Albans in Selje              | 1984–1996 | K   |      | Ruinen eines um 1100 erbauten Benediktinerklosters in Selje                                                   |
| Hardangervidda                           | Hardangervidda                           | 1984–1996 | N/K |      | größte Hochebene Europas                                                                                      |
| Gebäude des Historischen Museums in Oslo | Gebäude des Historischen Museums in Oslo | 1984–1996 | K   |      | 1897 nach Entwürfen des norwegischen Architekten Henrik Bull im Jugendstil errichtetes Museumsgebäude in Oslo |
| Trondheims Dom und Festung               | Trondheims Dom und Festung               | 1984–1996 | K   |      | der Nidarosdom und die Festung Kristiansten in Trondheim                                                      |